# Regulus Black
Regulus Black (1961. – 1979.) je lik iz Harryja Pottera engleske spisateljice J.K.Rowling. Čistokrvni je čarobnjak, mlađi brat Siriusa Blacka, sin Walburge i Oriona Black. Bio je član Kuće Blackovih, stare čistokrvne obitelji Black.
Pohađao je Hogwarts, 1972. je sortiran u Slytherine. U mladosti je postao smrtonoša, no dezertirao je kad je pojmio da Voldemort neće prezati ni pred čim kako bi ostvario svoje ciljeve. Saznao je za jedan horkruks i odlučio ga je uništiti. Ubijen je nakon stjecanja Slytherinova medaljona.

## Životopis

### Obiteljski život
Rođen je 1961. u bogatoj, čistokrvnoj obitelji Black, kao najmlađi sin Oriona i Walburge Black, i mlađi brat Siriusa Blacka. Nagađa se da je ime dobio prema praujaku Regulusu i djedu s očeve strane, Arcturusu.
Rođaci su mu bili:
- Bellatrix Lestrange, vjerna smrtonoša odana Lordu Vodemortu
- Andromeda Tonks, koja se udala s nečistokrvnim čarobnjakom, zbog čega je se ostatak obitelji odrekao
- Narcissa Malfoy, koja se udala za smrtonošu Luciusa Malfoya.

Regulusovi roditelji smatrali su ga veoma različitim od Siriusa. Iako je Sirius bio stariji i trebao je naslijediti kuću, nije pokazivao zanimanje za tradiciju obitelji Black, s čime se njegovi roditelji nisu slagali. Kasnije je Sirius sortiran među Gryffindore (dok je ostatak Blackovih inače bio u Slytherinima). Kao rezultat svega, Sirius je pobjegao od kuće sa 16 godina, pa ga se obitelj odrekla i spalila njegovu sliku s tapiserije obiteljskog stabla Blackovih, kao i Andromedinu par godina prije.
Za razliku od Siriusa, Regulusu su se roditelji divili zbog vjernosti prema obitelju i poštovanja obiteljskih tradicija.

### Godine u Hogwartsu (1972. – 1979.)
Regulus je, za razliku od Siriusa, bio sortiran u Slytherine, održavajući obiteljsku tradiciju, te je naknadno postao i član Slytherinskog metlobojskog tima, igrajući poziciju tragača.
Bio je elitni član Slugovog kluba.

### Život kao Smrtonoša
Regulus se od mladosti divio Lordu Voldemortu, što je potaknulo njegovu ambiciju da se pridruži Smrtonošama. Imao je izrezane fotografije i članke o Voldemortu i Smrtonošama, koje je držao na zidu sobe, pokraj obiteljskog grba obitelji Black.
Žigosan je Tamnim Znamenom sa šesnaest godina, što je njegova obitelj odobravala, jer su težili istom cilju kao Gospodar tame: superiornost čistokrvnih čarobnjaka (iako nikad nitko iz obitelji nije bio smrtonoša).
Nakon što mu se pridružio, Regulus je počeo razmatrati napuštanje Gospodara tame, jer se ovaj loše ponašao prema Kreacheru, kučnom vilenjaku obitelji Black, i pokušao ga je ubiti, testirajući zaštitu špilje u kojoj je sakrio horkruks.

### Otkriće horkruksa i smrt
1979. Regulus je počeo imati sumnje oko službe Voldemortu, no bio je nevoljan ići otvoreno protiv njega. Voldemort je jednom prilikom zatražio Regulusova kućnog vilenjaka, Kreachera, što je Regulus objeručke omogućio. Voldemort je koristio Kreachera kako bi testirao obranu Slytherinova medaljona kojeg je pretvorio u horkruks, u špilji u Engleskoj. Poslije je ostavio Kreachera da umre, jer su ga Inferiusi odvlačili pod vodu. Kreacher je uspio pobjeći, koristeći vilenjačku magiju, te je ispričao Regulusu što se dogodilo.
To je bio odlučujući faktor u Regulusovoj dezerciji Voldemorta. Stvorio je duplikat medaljona, i ostavio je poruku za Voldemorta unutar medaljona, te je zapovijedio Kreacheru da ga odvede u špilju s horkruksom. Kreacher ga je odveo i vodio kroz obrambene čarolije u špilji. Kad su došli do otoka s napitkom, Regulus je zapovijedio Kreacheru da zamijeni medaljone na dnu posude, da uzme pravi medaljon, pobjegne bez njega, i da pronađe način da uništi pravi medaljon: horkruks. Također, Kreacher ništa od ovoga nije smio reći gospodarici, Regululusovoj majci. Regulus je ispio napitak u posudi, ožednio, došao do jezera, gdje su ga Inferiusi povukli pod vodu. Kreacher je izvršio naredbe, no koliko god je pokušavao, nije uspio uništiti medaljon.
Regulusov otac, Orion, umro je oko 1979.
Mnogo godina kasnije, horkruks je uništio Ron Weasley, koristeći Gryffindorov mač.

## Fizički izgled
Regulus je veoma sličio svom bratu, Siriusu Blacku. Imao je crnu kosu, kao i svi članovi obitelji Black. Harry Potter je, gledajući sliku metlobojskog tima, dobio dojam kako je Regulus manji, lakši i manje zgodan nego Sirius.

## Etimologija
Članovi obitelji Black su često djeci davali imena po zvijezdama i sazviježđima (Sirius, Orion, Regulus, ...)
lat. regulus znači mali kralj, i koristi se kao izraz za baziliska.
Kao ime, Regulus se odnosi i na zvijezdu Alpha Leonis, smještenu u središtu sazviježđa Lava.
Regulus je bilo i ime rimskog generala, Marka Atile Regulusa, poznatog po časti i samo-žrtvovanju.
Arcturus je zvijezda u zviježđu Volar. Ime je dobiveno od starogrč. boötes - medvjeđi čuvar.